# ایسیدن کریستی
ایسیدن کریستی (انگلیسی: Iyseden Christie؛ زادهٔ ۱۴ نوامبر ۱۹۷۶) بازیکن فوتبال اهل بریتانیا است.
از باشگاه‌هایی که در آن بازی کرده‌است می‌توان به باشگاه فوتبال منزفیلد تاون، باشگاه فوتبال تورکی یونایتد، باشگاه فوتبال ای‌اف‌سی بورنموث، باشگاه فوتبال نانیتون تاون، باشگاه فوتبال روچدیل، باشگاه فوتبال استیونج، باشگاه فوتبال کیدرمینستر هاریرس، باشگاه فوتبال کاونتری سیتی، باشگاه فوتبال تلفورد یونایتد، باشگاه فوتبال کترینگ تاون، باشگاه فوتبال آلفرتون تاون، باشگاه فوتبال فارن‌بورو، باشگاه فوتبال تاموورث، باشگاه فوتبال بارول، و باشگاه فوتبال لیتون اورینت اشاره کرد.